# Edaphobacter dinghuensis
Edaphobacter dinghuensis es una bacteria gramnegativa del género Edaphobacter. Fue descrita en el año 2016. Su etimología hace referencia al monte Dinghu, en China. Es aerobia e inmóvil. Tiene un tamaño de 0,5-0,7 μm de ancho por 0,8-1,4 μm de largo. Forma colonias circulares, lisas, convexas, traslúcidas, mucosas y de color beige claro. Temperatura de crecimiento entre 10-33 °C, óptima de 28-33 °C. Catalasa y oxidasa negativas. Tiene un contenido de G+C de 57,7%. Se ha aislado del suelo en la reserva de la biosfera de Dinghushan, en la provincia de Guangdong, China. 